# Passerelle du Peterbos
La passerelle du Peterbos, à Anderlecht, est une passerelle métallique qui relie la Cité et le Parc du Peterbos en remplacement d'une ancienne passerelle en bois lamellé-collé, construite au début des années 1980.
La passerelle du Peterbos est un pont bow-string métallique. La structure primaire est constituée d’arcs tubulaires et de tirants (situés dans le tablier). Des montants relient les arcs aux tirants qui ne sont pas situés dans le même plan. Ces montants sont prolongés sous le tablier et jouent également le rôle d’entretoise. Sur cette structure primaire, vient se poser une structure secondaire constituée de poutres en T et des cornières (sur les bords) longitudinales sur lesquelles s’appuie le platelage en bois. Des plats métalliques diagonaux, reliant les entretoises, assurent le contreventement de la structure.
La structure primaire s’appuie, entre travées sur une pile encastrée dans la fondation. Ces deux colonnes métalliques de section ronde servent d’appui fixe. La structure primaire s’appuie également, à ses extrémités, sur deux culées par l’intermédiaire d’un massif en béton armé et une série d’appuis néoprènes. Ces deux appuis sont donc « mobiles ». Pour éviter de rendre les garde-corps trop massifs et conserver une structure élancée, un câble précontraint soutient le garde-corps de chaque côté de la passerelle. Ce câble est précontraint grâce à une préflexion de tiges métalliques situées aux extrémités du pont.